# Fiji Football Association
Fiji Football Association – organizacja piłkarska, działająca w Fidżi. Od 1966 r. jest częścią OFC, a od 1963 r. FIFA. Związek jest odpowiedzialny za organizację szeregu rozgrywek piłkarskich: Inter-district Championship, National Soccer League, Battle of the Giants, Champions versus Champions, Pucharu Fidżi w piłce nożnej oraz Girmit Soccer Tournament.